# Tai Shui Hang (stacja MTR)
Tai Shui Hang (chiński: 大水坑) – jedna ze stacji MTR, systemu szybkiej kolei w Hongkongu, na Tuen Ma Line. Została otwarta 21 grudnia 2004. 
Obsługuje takie obszary jak Kam Tai Court, Mountain Shore, Chevalier Garden, w dzielnicy Sha Tin, w Nowych Terytoriach.